# Мой лучший враг (фильм, 2011)
«Мой лучший враг» (нем. Mein bester Feind) — вышедший в 2011 году художественный фильм совместного австрийско-люксембургского производства режиссёра Вольфганга Мурнбергера по его же сценарию в сотрудничестве с Паулем Хенгге по роману последнего «Как Виктору Кауфманну всё-таки удалось пережить Гитлера». Главные роли сыграли Мориц Бляйбтрой и Георг Фридрих.

## Сюжет
Руди Смекал с детства воспитывался в семье богатого еврея-торговца картинами и дружил с его сыном Виктором Кауфманном, хотя и конкурирует с ним за руку и сердце Лены, невесты Виктора. Однако в год аншлюса Австрии их отношения меняются — Руди тайно вступает в СС. Семья Кауфманнов не успевает бежать из Австрии — нацистам становится известно о хранящемся в их доме бесценном рисунке Микеланджело. Чтобы избежать потери имущества, Кауфманны переписывают его полностью на имя Лены в надежде, что после войны оно вернётся к ним. СС конфискует, как они считают, подлинный рисунок (на деле, Кауфманнам удаётся за несколько дней изготовить две копии), а семью Кауфманнов отправляют в Маутхаузен. Смекал тем временем делает карьеру в СС и обручается с Леной.
Несколько лет спустя, когда положение на фронте ухудшается, Гитлер ведёт переговоры с Муссолини о посылке на фронт дополнительных дивизий. Чтобы скрепить дружбу, планируется подарить Муссолини рисунок Микеланджело. Однако эксперт обнаруживает, что это не подлинник, и Смекала направляют в концлагерь к Виктору Кауфманну, чтобы заставить того раскрыть местонахождение оригинала. Тем временем в лагере еврей-заключённый сообщает ему о смерти отца и о том, что тот передал ему загадочную фразу «Не теряй меня из вида». Виктор понимает, что без Микеланджело карьере Смекала и его высокопоставленного шефа грозит крах, поэтому выдвигает условие — в обмен на рисунок его выжившая мать должна быть отправлена в Швейцарию, куда уже успели перебраться некоторые его друзья и где якобы находится подлинник.
Самолёт с Виктором и Руди сбивают польские партизаны. Им удаётся выжить, и Виктор решается на дерзкий шаг: запугав Руди, что их вот-вот могут схватить и расстрелять польские партизаны, он принуждает его обменяться одеждой. Когда их находят гитлеровцы, Виктор выдаёт себя за Руди. Несколько проверок, которые устраивают гитлеровцы, не приводят к разоблачению Виктора, а напротив, ухудшают положение Руди. Даже Лена, которая сохранила верность Виктору, на очной ставке «признаёт» его как Руди. Ей удаётся отправить в Швейцарию радиограмму, благодаря чему их с матерью Виктора в Швейцарии арестовывают, что спасает их как от нацистских агентов-убийц, так и от депортации в концлагерь. В то же время, нацистам становится известно, что в Швейцарии никакого рисунка Микеланджело нет, а Виктора в конце концов всё же разоблачают.
Руди и его шеф штандартенфюрер Раутер приводят Виктора в его бывший дом и устраивают обыск. Случайно они натыкаются на ещё одну копию Микеланджело, которую принимают за оригинал. Но именно в этот момент им сообщают, что Муссолини арестован. Виктор пользуется этим моментом, чтобы убедить эсэсовцев, что война может закончиться поражением Германии, и им было бы неплохо иметь спасённого еврея, чтобы потом оправдаться. Раутер берёт себе рисунок, а Руди заставляет Виктора переписать на него всё имущество «в знак благодарности».
После войны Руди открывает художественный салон, состоящий из картин, ранее принадлежавших Кауфманнам, и проводит в нём аукцион. Гвоздь программы — рисунок Микеланджело, который вновь в руках Руди (Раутер погиб при невыясненных обстоятельствах). Поскольку Руди всё же чувствует некоторую вину перед Виктором, он говорит, что готов на некоторую компенсацию. Виктор просит продать ему портрет отца (вспомнив слова заключённого в концлагере), Руди отдаёт его даром. В ключевой момент аукциона появляется итальянский эксперт, который признаёт рисунок Микеланджело очередной подделкой — тем временем на глазах Руди Виктор, Лена и его мать отрывают подкладку от портрета и достают оттуда подлинник.

## В ролях
- Мориц Бляйбтрой — Виктор Кауфманн
- Георг Фридрих — Руди Смекал
- Урсула Штраус — Лена
- Марта Келлер — Анна Кауфманн
- Удо Замель — Яков Кауфманн
- Уве Бом — штандартенфюрер Видричек

## Награды
- 2012: Австрийская кинопремия[нем.] — за лучший костюмированный фильм и лучшие маски